# Eoptychopterina
Eoptychopterina is een uitgestorven geslacht van insecten uit de familie van de glansmuggen. De wetenschappelijke naam van het geslacht werd voor het eerst geldig gepubliceerd in 1985 door Kalugina.

## Soorten
- † Eoptychopterina adnexa Hao et al., 2009
- † Eoptychopterina angularis Lukashevich, 1993
- † Eoptychopterina antica Hao et al., 2009
- † Eoptychopterina baisica Kalugina, 1989
- † Eoptychopterina camura Lukashevich et al., 2001
- † Eoptychopterina daiensis Kalugina, 1989
- † Eoptychopterina demissa Lukashevich et al., 2001
- † Eoptychopterina dimidiata Lukashevich et al., 2001
- † Eoptychopterina elenae Ren & Krzemiński, 2002
  - = Eoptychopterina gigantea Zhang, 2004
- † Eoptychopterina glabra Lukashevich, 1993
- † Eoptychopterina kaluginae Lukashevich, 2004
- † Eoptychopterina karatavica Lukashevich, 1993
  - = Eoptychopterina abbreviata Lukashevich, 1993
- † Eoptychopterina mediata Hao et al., 2009
- † Eoptychopterina omissa Lukashevich, 2004
- † Eoptychopterina petri Lukashevich, 2004
- † Eoptychopterina postica Liu et al., 2012
- † Eoptychopterina rohdendorphi Kalugina, 1985
- † Eoptychopterina transbaicalica Kalugina, 1985
- † Eoptychopterina undensis Kalugina, 1989